# Rhinephyllum parvifolium
Rhinephyllum parvifolium är en isörtsväxtart som beskrevs av L. Bol. Rhinephyllum parvifolium ingår i släktet Rhinephyllum och familjen isörtsväxter. Inga underarter finns listade i Catalogue of Life.